# 광화당 원삼
광화당 원삼(光華堂 圓衫)은 고종(1863∼1907 재위)의 후궁 광화당(1887∼1970)이 입었던 원삼으로 대례복이다. 대한민국의 국가민속문화재 제52호로 지정되어 있다.

## 원삼
원삼(圓衫)이란 1897년 이왕직(李王職)의 《예복》에 의하면 왕비ㆍ왕세자비ㆍ왕세자빈의 소례복이고 대군비, 왕자비, 공비, 관리부인의 대례복이다. 원삼은 역대 《가례도감의궤(嘉禮都監儀軌)》를 보면 왕비의 의대에는 보이지 않고 왕세자빈과 왕세손빈의 의대에만 나타나고 있다. 효종 2년(1651)에 거행된 《현종명성후가례도감의궤》 세자빈 의대 단자에 들어 있는 원삼의 의차(옷감)는 초록운문 필단 35자, 내공 목홍초 20자와 함께 초록색 운문 필단이 35자가 들어가는 것은 역대 왕세자빈 의대와 전부 같다. 왕세자빈인 《정조효의후가례도감의궤》(正祖孝懿后嘉禮都監儀軌, 1762)에도 초록색 광적으로 초록원삼이다. 궁중복식 중 황후는 황원삼, 왕비는 홍원삼, 비빈은 자적원삼, 공주와 옹주는 초록원삼을 입었다. 반가녀(班家女)도 초록원삼을 입었으며 서민층에는 혼례복으로만 그 사용이 허용되었다. 원삼의 소매에는 보통 2가지색의 색동과 한삼이 달려 있다. 다홍색 대대를 띠었는데, 계급에 따라 금박 문양이 달랐다.

## 광화당 원삼의 특징
이 광화당 원삼은 자적색이고 청색과 황색 끝동과 백한삼 순서로 달려 있다. 문양은 호리병수문, 만자(卍字)가 들어있는 표주박문, 희(囍)문, 수(壽)문이 있는 생수를 사용했다. 색동은 목단문양이 있는 비단이며 백한삼에는 박쥐운문이 있다. 안은 홍색 보상 운문사로 되어 있으며 청색선은 수복운문으로 되어 있다. 겉깃은 둥글고 곧은 깃 안깃에 동정이 달려있다. 안길의 가장자리는 청색 선으로 둘려져 있는데 각 모서리를 삼각형으로 접어 감침질하였다. 앞여밈은 대금으로 금색의 국화문 사각단추가 달려 있다. 넓은 소매의 안감은 끝동까지만 넣어져 있고 한삼은 홑이다. 후궁은 보를 달 수 없었으므로 이 원삼에는 없다. 홍색대는 운봉문이 금박되어 있는데 중요민속자료 제48호 왕비원삼(동궁비원삼)의 모란문이 금박된 남색대와 바뀐 것으로 보인다.